# 芦洞站
蘆洞站（韓語：로동역）是朝鮮民主主義人民共和國咸镜北道吉州郡的一個鐵路車站，属于平罗线和日炭线。

## 邻近车站
平罗线
院坪站 - 蘆洞站 - 吉州青年站
日炭线
蘆洞站 - 日炭站